# Картопляні завиванці

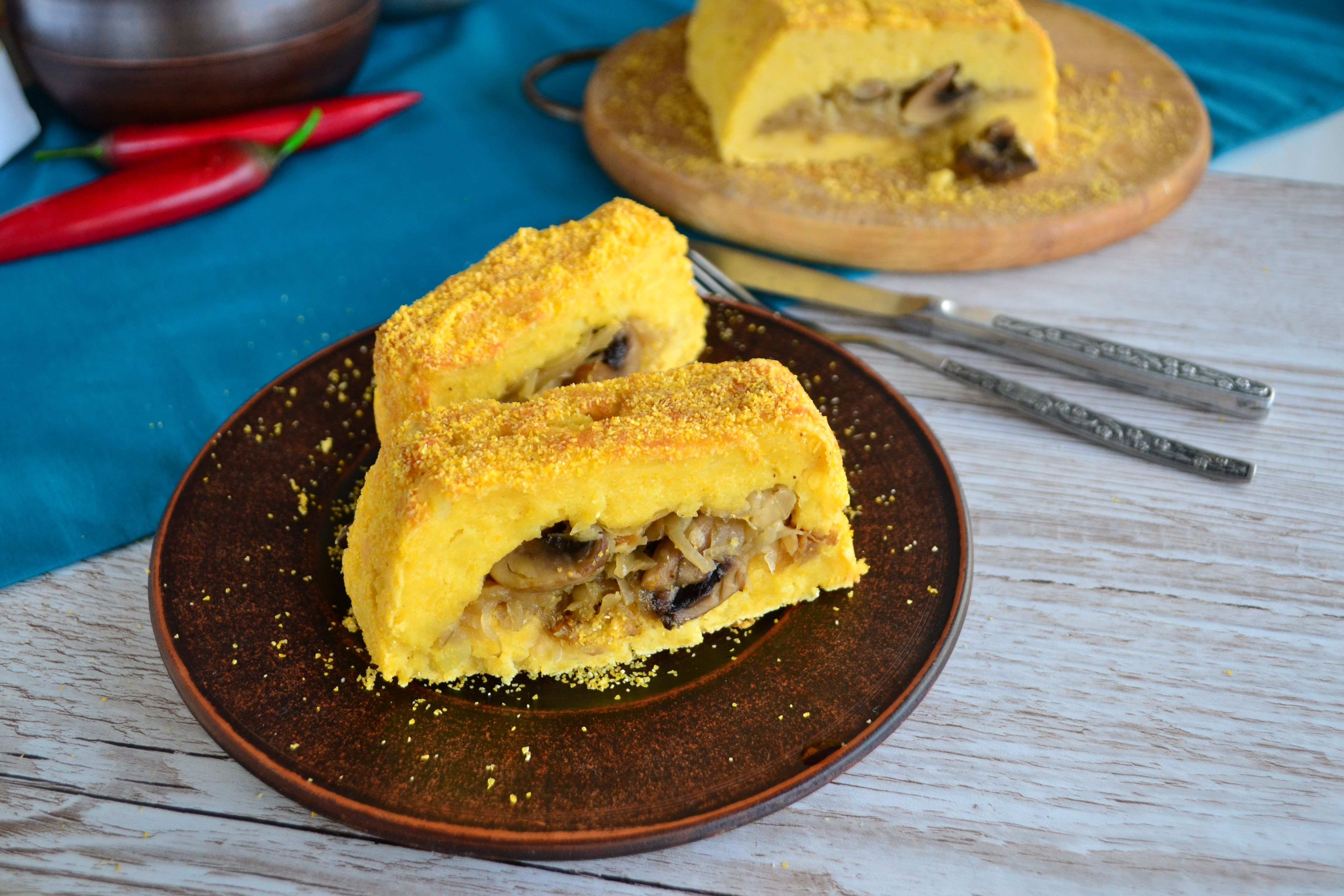

Картопляні завиванці — українська страва з картоплі з різними начинками.

## Приготування
Очищену картоплю варять, протирають крізь сито, додають картопляний крохмаль, сирі яйця, сіль і все змішують.
Підготовану картопляну масу кладуть довгою смужкою на вологий рушник, на картоплю кладуть начинку, згортають рулетом і викладають на змащений жиром (олією, маслом) лист швом до низу. Поверхню завиванця змащують сметаною, посипають сухарями і запікають.
Завиванець нарізають порційними шматочками і при подачі поливають сметаною.

## Види начинки
- М'ясна
- грибна
- сирна
- нутова або горохова[1][2]